# Condado de Grand Cape Mount
Grand Cape Mount es un condado de la República de Liberia. Es uno de los 15 condados que comprenden el primer nivel de la división administrativa en la nación. Robertsport es la capital de este condado que comprende un área de 5162 kilómetros cuadrados. En el censo de 2008, este condado tenía una población de 129 055 residentes, lo que lo convierte en el octavo condado más poblado de toda Liberia. El superintendente de Grand Cape Mount es Catalina Watson-Khasu. Limita con Gbarpolu al noreste, con Bomi al sudeste, con la República de Sierra Leona al norte, mientras que al oeste sus costas dan al océano Atlántico.

## Distritos
El condado de Grand Cape Mount se subdivide en cuatro distritos, a saber:
- Commonwealth
- Garwula
- Gola Konneh
- Porkpa
- Tewor

- Datos: Q1047921
- Multimedia: Grand Cape Mount County / Q1047921